# Централна провинция (Бахрейн)
Централната провинция (на арабски: المحافظة الوسطى‎) е една от бившите провинции на Бахрейн. Населението ѝ, преди административната реформа, е било 326 305 жители (по преброяване от 2010 г.). Административно е била разделена на 4 общини. Разположена в часова зона UTC+3.